# Thomas Curtright
Thomas L. Curtright (1948) é um físico teórico estadunidense. É professor da Universidade de Miami.
Estudou na Universidade do Missouri, onde obteve a graduação e o mestrado em física em 1970, com doutorado em 1977 no Instituto de Tecnologia da Califórnia, orientado por Richard Feynman.
Curtright contribuiu com diversos trabalhos fundamentais em física de partículas e física matemática, notavelmente em anomalia de supercorrentes, campos de elevado spin, teoria do quantum de Liouville, teoria WZW bidimensional e grupo quântico.
Curtright é fellow da American Physical Society, recebeu com Charles Thorn o SESAPS Jesse Beams Award.